# Will Lankshear
William Lankshear (Welwyn Garden City, Londres, Inglaterra, 20 de abril de 2005) es un futbolista británico que juega de delantero en el Oxford United F. C. de la EFL Championship.

## Trayectoria
Estuvo en la Academia del Arsenal antes de fichar por el Sheffield United F. C. Acordó un contrato de becario con el Sheffield United en febrero de 2021. Fue el máximo goleador de la división al capitanear al Sheffield United en la Liga de Desarrollo Profesional en la temporada 2021-22. En total, marcó 38 goles en 48 partidos con los equipos de categorías inferiores del Sheffield United. El entrenador del primer equipo del Sheffield United Paul Heckingbottom lo describió como alguien con "un buen don para marcar goles", y el Sheffield United estaba dispuesto a ofrecerle un nuevo contrato. Sin embargo, en medio del interés del club de la Premier League Brentford F. C., el Tottenham Hotspur F. C. acordó pagar 2 millones de libras al Sheffield United por él el 31 de agosto de 2022, con 1 millón de libras de los honorarios garantizados y otros pagos que se cree que son bonos relacionados con el rendimiento.
Algunos informes sugieren que los honorarios podrían ascender a 2.5 millones de libras y Heckingbottom admitió que era "un buen negocio" para el joven teniendo en cuenta que lo habían recogido gratis sólo un año antes. Firmó un contrato con el Tottenham hasta el verano de 2025.
El 8 de octubre de 2022 debutó como suplente con el equipo sub-18 de los Spurs, que perdía por 3-1 contra el equipo juvenil del Wolverhampton Wanderers F. C., y marcó un doblete que empató el partido. Rindió homenaje al trabajo de fuerza y acondicionamiento que había realizado desde que fichó por el Tottenham Hotspur. Jugando en la Liga Juvenil de la UEFA contra el Sporting C. P., marcó a los 46 segundos.
Marcó 23 goles con el equipo sub-21 del Tottenham en la temporada 2023-24 de la Premier League 2, incluidos dos tantos en la victoria por 3-1 en la final de los play-off contra el Sunderland A. F. C. Sus actuaciones le valieron ser nombrado mejor jugador de la temporada.
El 3 de octubre de 2024, debutó con el primer equipo del Tottenham, siendo titular en la victoria a domicilio por 2-1 ante el campeón húngaro Ferencváros T. C. en la Liga Europa de la UEFA. Marcó su primer gol con el club el 7 de noviembre en la derrota por 3-2 ante el Galatasaray S. K. antes de ser expulsado en el mismo partido. Jugó un total de seis partidos y el 31 de enero de 2025 fue cedido al West Bromwich Albion F. C. La siguiente temporada también fue prestado, en esta ocasión al Oxford United F. C.

## Selección nacional
Marcó en su debut con Inglaterra sub-19 el 15 de noviembre de 2023, en una victoria por 6-0 contra Rumanía sub-19.
El 10 de octubre de 2024 debutó con la sub-20 en una victoria por 2-1 contra Italia en Frosinone.

## Estilo de juego
Ha sido descrito como un "cazador furtivo" que es "excepcional de cara a portería".

## Vida personal
Al parecer, es seguidor del Tottenham Hotspur.

## Estadísticas

### Clubes
Actualizado al último partido disputado el 26 de enero de 2025.
| Club                               | Div.          | Temporada     | Liga  | Liga  | Liga   | Copas nacionales | Copas nacionales | Copas nacionales | Copas internacionales | Copas internacionales | Copas internacionales | Total | Total | Total  |
| Club                               | Div.          | Temporada     | Part. | Goles | Asist. | Part.            | Goles            | Asist.           | Part.                 | Goles                 | Asist.                | Part. | Goles | Asist. |
| ---------------------------------- | ------------- | ------------- | ----- | ----- | ------ | ---------------- | ---------------- | ---------------- | --------------------- | --------------------- | --------------------- | ----- | ----- | ------ |
| Tottenham Hotspur F. C. Inglaterra | 1.ª           | 2024-25       | 3     | 0     | 0      | 0                | 0                | 0                | 3                     | 1                     | 0                     | 6     | 1     | 0      |
| Tottenham Hotspur F. C. Inglaterra | Total club    | Total club    | 3     | 0     | 0      | 0                | 0                | 0                | 3                     | 1                     | 0                     | 6     | 1     | 0      |
| Total carrera                      | Total carrera | Total carrera | 3     | 0     | 0      | 0                | 0                | 0                | 3                     | 1                     | 0                     | 6     | 1     | 0      |